# 羅索內區
罗索内区是白俄羅斯北部維捷布斯克州的一個區，行政中心为罗索内，面積1,926.87平方公里，2009年人口11,514，人口密度每平方公里5.97人。